# Diostrombus dedegwana
Diostrombus dedegwana är en insektsart som beskrevs av Synave 1973. Diostrombus dedegwana ingår i släktet Diostrombus och familjen Derbidae. Inga underarter finns listade i Catalogue of Life.